# Ischioscia curvaculeus
Ischioscia curvaculeus is een pissebed uit de familie Philosciidae. De wetenschappelijke naam van de soort is voor het eerst geldig gepubliceerd in 2001 door Leistikow.